# Le Journal d'un monstre
Le Journal d'un monstre (titre original : Born of Man and Woman) est une courte nouvelle à la frontière entre fantastique et science-fiction de Richard Matheson, parue en 1950. Cette nouvelle est souvent citée en exemple pour le vocabulaire employé et le ton général du texte, soit une description de l'horreur par des métaphores et des expressions enfantines.

## Publications

### Publications aux États-Unis
La nouvelle est à la frontière du fantastique et de la science-fiction. Un des premiers écrits de son auteur, elle paraît pour la première fois dans la revue The Magazine of Fantasy & Science Fiction en 1950, sous le titre Born of Man and Woman (littéralement : « Né de l'homme et de la femme »)

### Publications en France
Elle a été traduite par Alain Dorémieux et publiée pour la première fois en France en 1955 sous le titre Journal d'un monstre puis en 1974 dans l'anthologie Histoires de mutants sous le titre Le Journal d'un monstre. 
Cette nouvelle est republiée en 1977 dans une version corrigée par l'auteur. Depuis, elle a été publiée dans de nombreuses autres revues et anthologies. Elle est notamment traduite à nouveau par Jacques Chambon sous le titre Né de l'homme et de la femme, dans Derrière l'écran, premier volet de l'intégrale des nouvelles de Matheson parue chez Flammarion en 1999.

## Résumé
Dans ce récit à la première personne, un enfant, enfermé dans une cave, s'interroge sur les conditions de vie intolérables que lui font subir ses parents. L'impact de la nouvelle vient du contraste entre son apparence monstrueuse, que le monde extérieur prend en compte, et les réflexions enfantines de son monde intérieur.